# 松平忠正
松平忠正（1543年－1577年9月2日）是日本戰國時代至安土桃山時代的武將。父親是松平家次。正室是多劫姬。櫻井松平家第4代當主。

## 生平
櫻井松平家從家祖信定一代開始，就與松平宗家敵對。在三河一向一揆中，向松平宗家發動反亂，與松平家康（後來的德川家康）戰鬥敗北後，仕於家康。
永祿11年（1568年），攻略遠江國掛川城。元龜元年（1570年），在姉川之戰中從軍。元龜4年（1573年）1月，在野田城之戰中，與野田城城主菅沼定盈一同籠城，在水源被切絕後，被迫向武田方降伏，並成為俘虜。之後在人質交換中，與定盈一同歸還德川家。在天正5年閏7月20日（1577年9月2日）死去。享年35歲。